# Gachi Boy
Gachi Boy è un film del 2008 diretto da Nohiro Koizumi.
Il film è ha vinto l'Audience Award (premio attribuito da una giuria popolare) alla decima edizione del Far East Film Festival di Udine.

## Trama
Tratto da un'opera teatrale del 2004, il film narra la storia di Igarashi Ryoichi, un giovane studente universitario che dopo aver assistito ad un incontro di wrestling se ne appassiona al punto tale da volerlo praticare attivamente. Si presenta così ai membri del club di wrestling della sua scuola, dove viene accettato molto volentieri.
Gli viene dato un nome da battaglia, Marilyn, e si affianca agli altri wrestler. Tuttavia con il passare del tempo il protagonista dimostra un comportamento sempre più insolito: prima di tutto continua a scattare foto e a segnare appunti su un taccuino; in secondo luogo non dimostra mai alcun miglioramento nell'apprendimento delle tecniche, tanto che dimenticandosi le mosse programmate improvvisa i combattimenti senza alcun criterio. Ma è proprio per quest'ultima sua particolarità, così desueta nel mondo del wrestling, cioè combattere senza alcuno schema, che Igarashi comincia ad ottenere un certo successo di pubblico.
Tuttavia i suoi compagni si oppongono in ogni modo ai suoi combattimenti improvvisati, in quanto molto più pericolosi di quelli programmati a tavolino.
In seguito si scopre il motivo di questo strano comportamento. Ryoichi ha subito un incidente e a causa di esso la sua memoria a breve termine viene cancellata totalmente dopo il sonno; per questo il ragazzo mantiene tutta la sua esistenza post-traumatica su taccuino e fotografie.
Lo scontro finale vede Igarashi scontrarsi con una coppia di wrestler semi-professionista.

## Riconoscimenti
- Far East Film Festival
  - Audience Award